# Rejon sowietski (Kraj Stawropolski)
Rejon sowietski (ros.: Советский район) – rejon w Kraju Stawropolskim w Rosji z siedzibą w Zielenokumsku. W 2010 roku liczył 62,8 tys. mieszkańców.